# 天水圍泥頭山事件

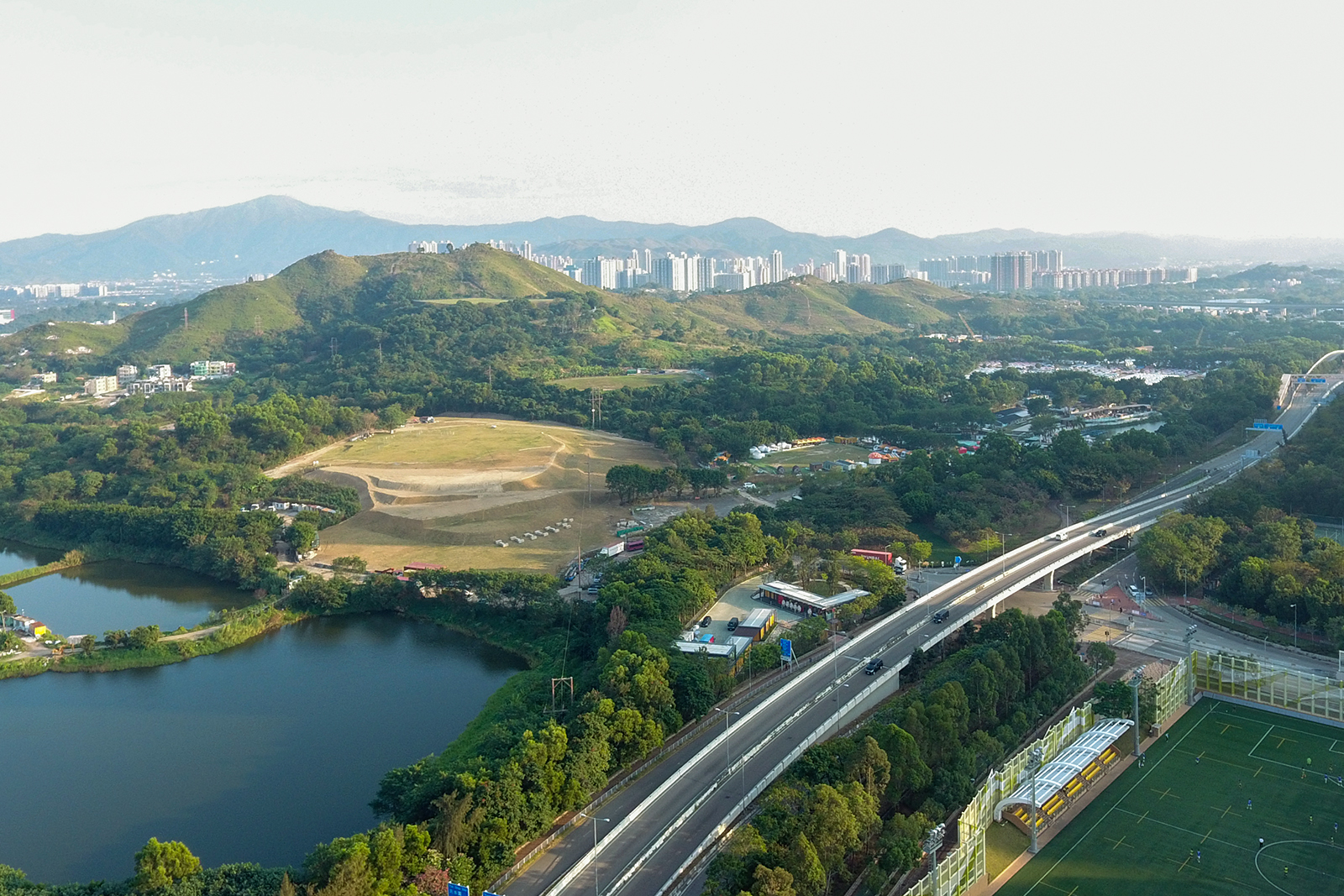
天水圍泥頭山（2016年12月）

天水圍泥頭山事件是指自2016年到2018年間，大量泥頭遭非法囤積在香港天水圍嘉湖山莊附近馮家圍旁所引發的風波，泥沙最高時高約25米，佔地逾1公頃，事件涉及環境破壞、違例發展、警方辦事不力及黑社會擾民等問題，引起香港各界關注。
該次事件多被媒體稱為「天水圍泥頭山事件」、「天水圍倒泥事件」、「非法傾倒泥頭事件」、「嘉湖泥頭山」。最普遍使用的是「天水圍泥頭山事件」，政府及大部分传媒均使用此名称。
而泥頭山位于香港濕地公園南面、嘉湖山莊景湖居東面。前土力工程處處長陳健碩认为暴雨可能会導致泥頭山山泥傾瀉，会危及泥頭山方圓30米的範圍，包括鄰近的露營營地。

## 事件過程
2016年，有工人以興建高爾夫球場為由，在天水圍嘉湖山莊景湖居對開的馮家圍囤積泥頭。同年3月5日，事件被傳媒揭發，引起居民恐慌，擔心如果泥頭山倒塌，後果將不堪設想。而規劃署早於同年1月已知道該處有人違規發展，但沒有對外公開。
3月8日，屋宇署下令涉事地主在一個星期內以噴砂漿的方式加固「泥頭山」，但没有要求地主立即還原土地。土地正義聯盟的朱凱迪批評當局的做法沒有實質作用，當局則回應指泥頭山有倒塌風險，故噴漿加固而非要求立即還原土地，然而期限在即將屆滿時，「泥頭山」尚未加固，僅被剷走三分之一，政府亦在「泥頭山」附近豎立「危險斜坡」告示。最後限期屆滿後，地主依然在「泥頭山」上繼續倒泥，政府其後讓步，要求地主在雨季前完成有關工程。

### 以泥還泥行動
該事件曝光兩星期後仍未解決，10多名土地正義聯盟成員於3月20日早上7時發起「以泥還泥行動」，自發到場清理，並計劃運泥頭往政府總部傾倒抗議，拉起「嚴懲倒泥，政府有責」及「倒泥可恥」的橫額。唯現場警方收到土地負責人報案，指泥頭屬私人財產，示威者若搬走泥頭即涉盜竊。最終拘捕8人，6名運送泥頭的示威者以「盜竊罪」拘捕。而到場聲援的工黨時任立法會議員李卓人涉在公眾地方行為不檢被捕。案件交元朗警區重案組第三隊調查。事後有30多人趕到元朗警署聲援被捕者。時任發展局局長陳茂波回應，指政府已聯合多個部門合作調查此事，惟需要一些時間處理。
同年4月，規劃署確認土地已停止所有工程，要求地主3個月內還原土地，並向政府提交解決報告。其後泥頭山的高度看似被削，實際其上面積向左右擴散。同年5月再有泥頭車運送泥頭，一座2米高的「小泥頭山」重現。數星期後土地被發現鋪上草地，有人質疑地主企圖藉此曚混過關。發展局回應指，由於飭令還原土地的通知受法律挑戰，故暫緩要求地主還原土地。

### 申請改劃用途
直至2017年，泥頭山的高爾夫球場終見雛形，於同年7月正式開業，名為“峻嶺高爾夫球練習場及燒烤場”。惟場地門可羅雀，不少員工只好在場打高爾夫球自娛，結果違規設施都被政府飭令清拆，一度短暫停業。
不過到同年9月，地主向城規會申請更改土地用途，將泥頭山合法化，惟諮詢期未過地主又回復為土地為高爾夫球場。到夜晚，球場更發出強烈燈光和使用大型音響唱卡拉OK，導致嘉湖山莊景湖居的居民無法在夜間入睡，惟政府僅勸喻地主，並沒有作出任何實際行動。
後來區議員發現泥頭山地主變本加厲，在泥頭山上增添吹氣游泳池和巨型吹氣黃鴨。區議員李月民批評土地負責人擅長走法律漏洞，用不同方法逃避法律責任。

## 後續事件

### 法律行動
在2016年5月，「泥頭山」的多名地主未有於同年4月就該土地用途向政府提供所需資料，結果各地主被罰款兩萬元至兩萬五千元不等。
直至2016年6月，地政總署建議就此事件正式檢控地主，同年7月決定聯同環保署就此事正式展開法律行動，檢控「泥頭山」的工程承建商。結果工程承建商於同年8月被罰款15萬港元。
政府後來就泥頭山上違例發展作出法律行動，檢控高爾夫球場的負責人及營運商，兩名被告於2018年被判罪名成立，各罰款1萬至1萬2千港元。

### 區議員遭針對
跟進此事的區議員李月民於2016年9月證實，自己遭疑似三合會恐嚇，多個月來無法外出。其後馮家圍的居民以李的行為阻撓村內的發展為理由，帶同溪錢和元寶向其抗議。後來有不明人士在街上張貼批判李月民的海報，而他則表示不會向惡勢力屈服。

## 外界反應
香港政府的規劃署證實該土地附近有放置貨櫃填土工程，如證實為違規發展，會按既定程序檢控地主。至於是否修改法例以杜絕同類事件，政府指樂意以開放態度討論問題。
而民主黨的涂謹申認為，此事之所以發生，是因為法律存在漏洞，導致地主可以隨意堆放泥頭，促請政府修例堵塞以法律漏洞。而同黨的吳永輝認為，用行政管理協調地盤出泥，加上檢控執法，及從規劃手段強硬打擊各種劣質土地開發事件，應可解決問題。
不過，鄉郊派的梁福元指，天水圍泥頭山事件自揭發以來，當事人「已改善緊，但又唔俾人做，灌漿又話有影響，是無限上綱」，反對嚴懲事件的始作俑者，並提出反建議，希望政府放寬鄉郊填土高度。言論一出，即引來朱凱迪等人不滿，率團向梁抗議，期間發生口角，雙方夾雜粗言穢語。